# Johann I. (Nürnberg)
Johann I. von Nürnberg (* um 1279; † 1300) stammte aus dem Haus Zollern und war von 1297 bis 1300 Burggraf von Nürnberg.

## Leben
Johann I. von Nürnberg war der Sohn des Burggrafen Friedrich III. von Nürnberg und stammte aus der Ehe mit dessen zweiten Frau Helene von Sachsen († 1309). Er war seit 1297 mit der Agnes von Hessen († 1335) verheiratet. Bis zu seinem Tod übte er das Amt des Burggrafen gemeinsam mit seinem jüngeren Bruder Friedrich IV. von Nürnberg aus. Als er 1300 kinderlos starb, trat dieser die alleinige Nachfolge im Burggrafenamt an.

## Weblink
- Nürnberg, Johann Burggraf von. Hessische Biografie. (Stand: 25. Februar 2020). In: Landesgeschichtliches Informationssystem Hessen (LAGIS).

| Vorgänger      | Amt                             | Nachfolger    |
| -------------- | ------------------------------- | ------------- |
| Friedrich III. | Burggraf von Nürnberg 1297–1300 | Friedrich IV. |

| Personendaten    | Personendaten         |
| ---------------- | --------------------- |
| NAME             | Johann I.             |
| KURZBESCHREIBUNG | Burggraf von Nürnberg |
| GEBURTSDATUM     | um 1279               |
| STERBEDATUM      | 1300                  |